# 長野県道317号穂高停車場線
長野県道317号穂高停車場線（ながのけんどう317ごう ほたかていしゃじょうせん）は、長野県安曇野市穂高の大糸線穂高駅と国道147号交点を結ぶ一般県道。

## 概要

### 路線データ
- 起点：大糸線穂高駅
- 終点：安曇野市穂高字常盤町（常盤町交差点、国道147号・長野県道85号穂高明科線交点）

## 接続・交差する道路
- 長野県道309号塚原穂高停車場線
- 長野県道432号柏原穂高線
- 長野県道308号小岩岳穂高停車場線
- 国道147号
- 長野県道85号穂高明科線

## 周辺
- 大糸線 穂高駅
- 穂高郵便局